# Frank, de Vliegende Hollander
Frank, de Vliegende Hollander is een Nederlandse krantenstrip en tekststrip, die aanvankelijk werd geschreven door Evert Werkman en getekend door Piet Wijn en later werd overgenomen door Martin Lodewijk. De strip was in Het Parool op 4 april 1955 de opvolger van de strip Kapitein Rob waarin de sportvlieger Frank de Vries enkele dagen eerder een kleine rol had. De piloot Frank de Vries had, volgens dat verhaal, een opleiding gehad als oorlogsvlieger en was enkele maanden op vliegveld Leeuwarden gelegerd geweest. Daar had hij kapitein Rob had ontmoet. Kapitein Rob vroeg Frank om zijn avontuurlijke opdrachten over te nemen.
Piet Wijn vond het karakter van de heldhaftige piloot te eendimensionaal en stopte al na een jaar en zeven verhalen met deze strip, waarna Pieter Kuhn terugkeerde in Het Parool met Kapitein Rob. In de laatste aflevering van Wijn en Werkman heeft Frank de Vries genoeg van het avontuur en gaat hij aan het werk in de burgerluchtvaart bij een Australische vliegtuigmaatschappij. De strip Frank, de Vliegende Hollander werd vervolgens overgenomen door Martin Lodewijk voor de Zweedse krant 'Dagens Nyheter'. Lodewijk maakte nog zes verhalen, die hij direct in het Engels schreef. Lodewijk maakte er een sciencefictionstrip van en liet Frank kennis maken met buitenaardse wezens.

## Publicatie
Frank, de Vliegende Hollander verscheen van 4 april 1955 tot en met 31 augustus 1956 dagelijks in Het Parool. De Nieuwe Pers, de uitgever van deze krant, gaf de eerste avonturen in die jaren ook uit als pocketboekjes en in oblongformaat. Van 1981 t/m 1985 werden enkele avonturen opnieuw uitgegeven door uitgeverij De Lijn.